# Cheile Orzei

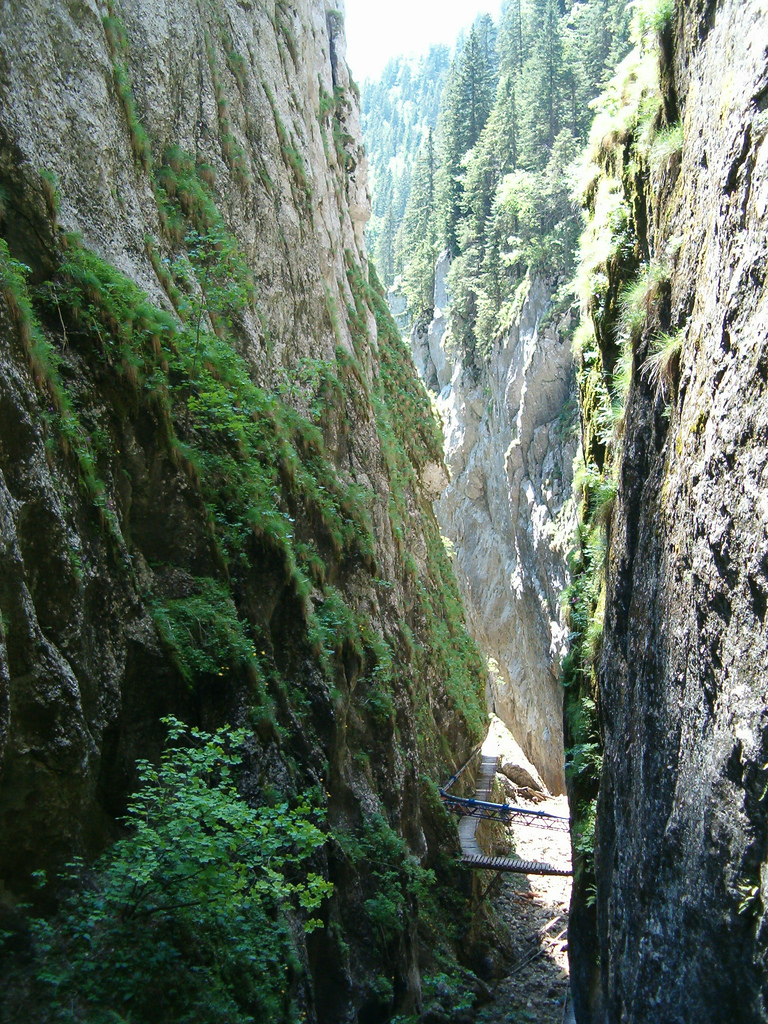
Cheile Orzei

Situate la sud de lacul Scropoasa în Munții Bucegi, Cheile Orzei sunt printre cele mai strâmte, frumoase și spectaculoase chei de pe Valea Ialomiței și chiar din România. Se întind pe o lungime de peste 1,5 km, săpate în pereți de calcar. În anul 1970, pentru a proteja acest spațiu valoros, s-a constitui Rezervația Naturală Complexă Cheile Orzei. 

## Rezervație naturală
Rezervațiile naturale mixte Orzea – Zănoaga și Zănoaga - Lucăcilă cuprind sistemul carstic Zănoaga: Cheile Zănoagei Mari, Cheile Zănoagei Mici, Cheile Orzei (monumente ale naturii), păduri de molid (Pices abies); o vegetatie termofilă compusă din elemente floristice rare sud-europene, sud-mediteraneene sau balcanice: secara de munte (Secale montanum), iris (Iris dacica), scorușul (Sorbus cretica), spinul (Carduus candicanus), umbelifera (Athamantha
hungarica), timoftica (Phleum montanum), caprifoiul (Lonicera caerulea), cosaci (Astragalus depressus), etc.

## Acces
Un punct de plecare spre chei este tabara Vânători din apropierea localității Dobrești. La Dobrești se ajunge pe drumul Târgoviște - Moroeni.